# Arch (Szwajcaria)
Arch – gmina (niem. Einwohnergemeinde) w Szwajcarii, w kantonie Berno, w regionie administracyjnym Seeland, w okręgu Seeland. Leży nad rzeką Aare.

## Demografia
W Arch mieszka 1 700 osób. W 2020 roku 7,6% populacji gminy stanowiły osoby urodzone poza Szwajcarią.

## Transport
Przez teren gminy przebiegają autostrada A5 oraz droga główna nr 22.